# Loreto (Lugano)

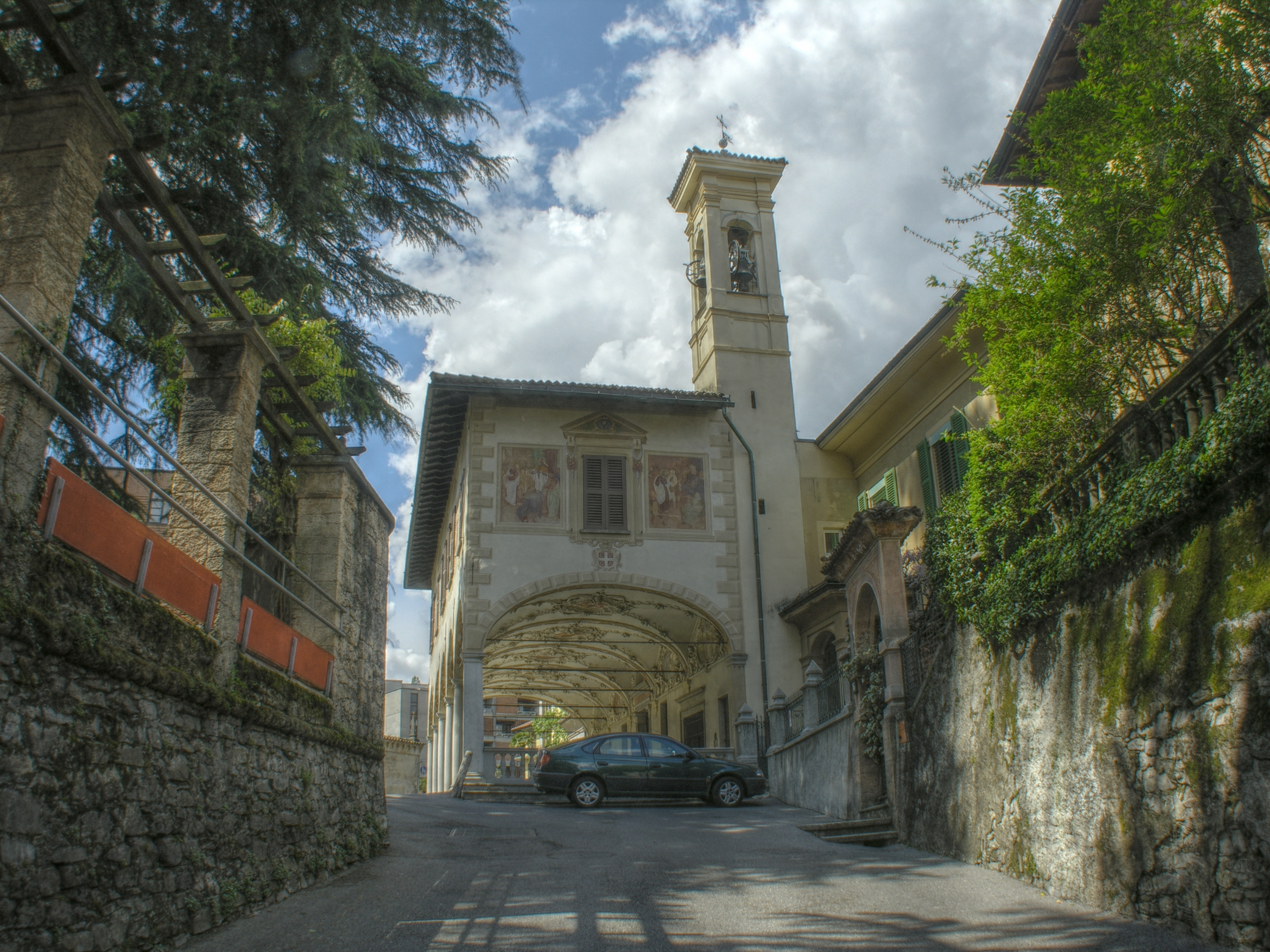
Kirche Santa Maria di Loreto

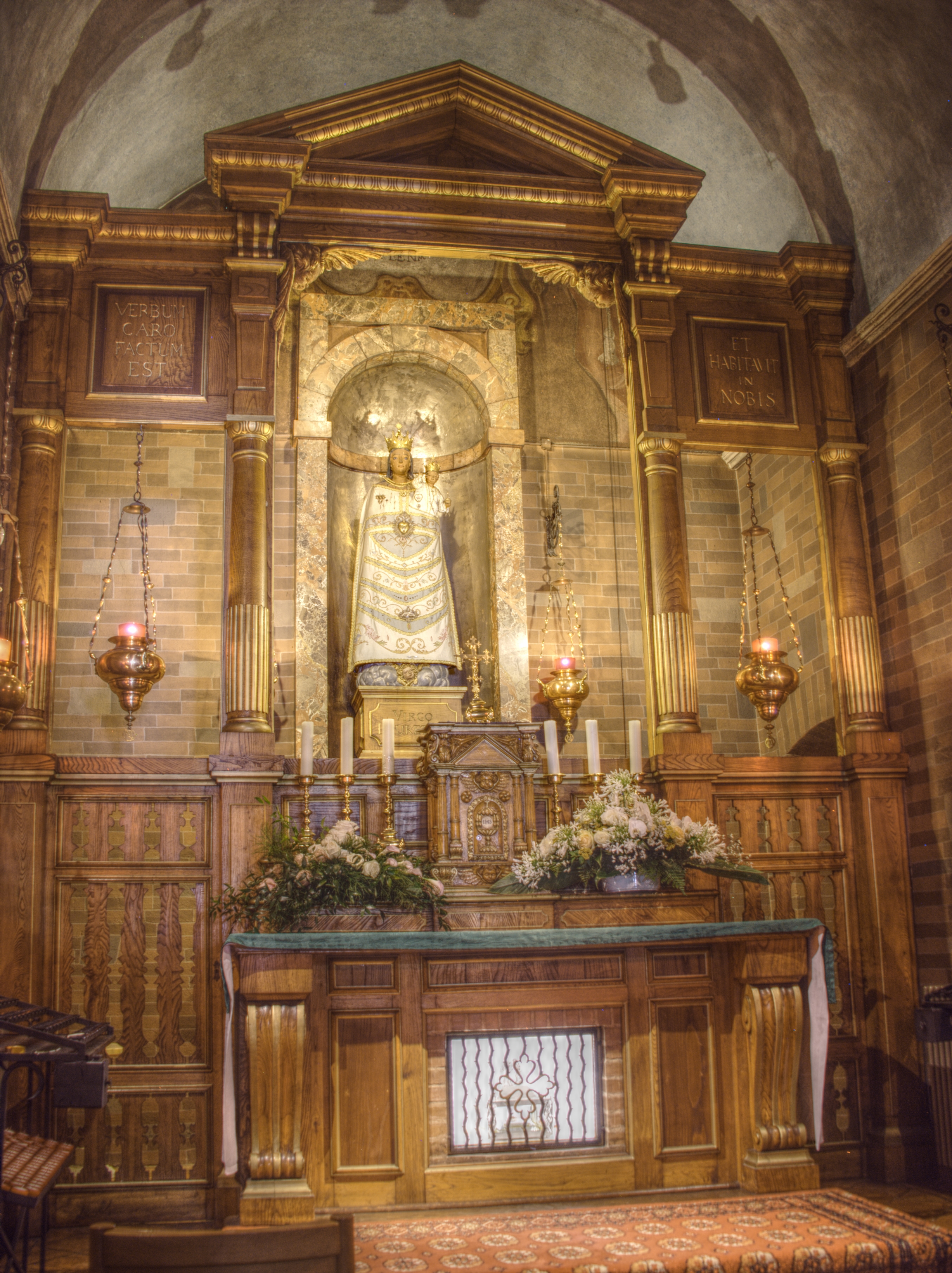
Kirche Santa Maria di Loreto: Hauptaltar

Loreto ist ein Quartier der Stadt Lugano im Kreis Lugano West, im Bezirk Lugano des Kantons Tessin in der Schweiz.

## Bevölkerung
| Bevölkerungsentwicklung | Bevölkerungsentwicklung | Bevölkerungsentwicklung | Bevölkerungsentwicklung | Bevölkerungsentwicklung |
| ----------------------- | ----------------------- | ----------------------- | ----------------------- | ----------------------- |
| Jahr                    | 2015                    | 2019                    | 2020                    | 2024                    |
| Einwohner               | 2932                    | 3187                    | 3094                    | 3116                    |

## Sehenswürdigkeiten
- Kirche Santa Maria di Loreto[2][3]
- Statue von San Francesco[2]
- Wohngebäude, Architekt: Augusto Guidini[2]
- Wohngebäude, Architekt: Giacomo Alberti[2]
- Einfamilienhaus Felder, Architekten: Mario Campi, Franco Pessina[2]
- Wohngebäude, Architekt: Augusto Guidini[2]
- Villa Montalbano (Hotel Villa Principe Leopoldo)[2]
- Altersheim La Piazzetta, Architekt: Giovanni Ferrini[2]

## Persönlichkeiten
- Wilhelm Backhaus (1884–1969), Pianist
- Mariuccia Medici (* 18. Februar 1910 in Mailand; † 23. Februar 2012 in Lugano), Lehrerin und Schauspielerin, Gründerin des Teatro Popolare della Svizzera Italiana e Insubria (TEPSI).[4]
- Mina (* 1940), italienische Sängerin